# Дулин (деревня)
Ду́лин (англ. Doolin; ирл. Dúlainn) — деревня в Ирландии, находится в графстве Клэр (провинция Манстер). Дулин расположен на берегу Атлантического океана, к юго-западу от курортного города Лисдунварна и в 6,4 км от скал Мохер. Это известный центр традиционной ирландской музыки, которую каждую ночь играют в пабах, что делает его популярным туристическим направлением. Рядом находится множество археологических памятников, многие из которых относятся к железному веку и ранее. Замок Дунагор и замок Баллиналакен также находятся в этом районе. Этот район был официально классифицирован как часть West Clare Gaeltacht (ирландскоязычное сообщество) до 1950-х годов и поддерживает связь с ирландоязычными районами, в том числе через морское сообщение с островами Аран.

## Достопримечательности и туризм

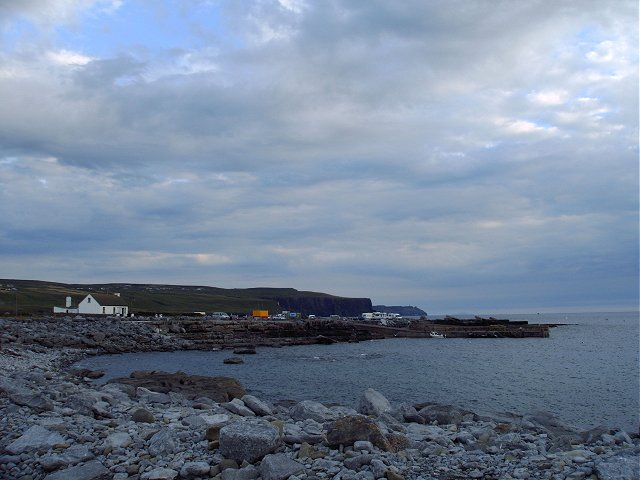
Вечер в гавани Дулин, вдалеке видны скалы Мохер и Голова Ведьмы (Hag's Head)

### Расположение
Деревня Дулин не имеет определённого центра, он состоит из нескольких «разбросанных» частей:
- "Гавань" является отправной точкой для морских прогулок на острова Аран и скалы Мохер. Рядом есть кемпинг.
- На "Фишер-стрит" есть паб O'Connor's, несколько магазинов и хостелов.
- В "Fitz's Cross" есть общежитие, кемпинг, два новых отеля и ещё один паб, открытый в 2006 году.
- В «Роудфорде» есть пабы McGann's и McDermott's, четыре ресторана, два общежития и несколько отелей типа «В&B». Отсюда также отправляются экскурсии в пещеру Дулин.

Река Эйл течёт от холмов Буррена вниз за Дулин и впадает в море. Небольшой Крабовый остров (Crab Island) находится недалеко от гавани Дулин, он необитаемый, за исключением остатков каменного аванпоста констеблей начала XIX-го века.

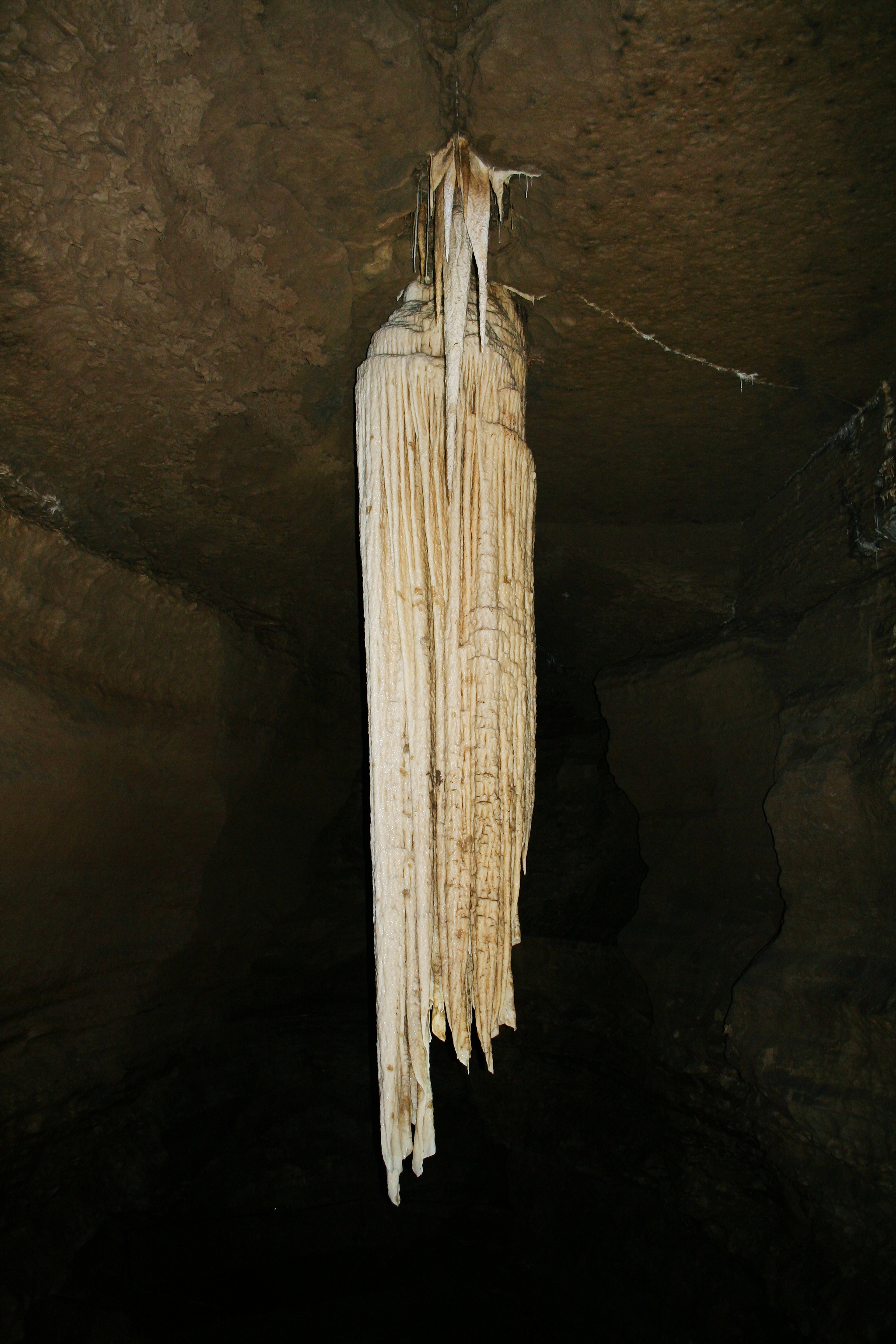
Большой сталактит в пещере Дулин

### Пещера Дулин
Большой сталактит размером 7,3 метра был обнаружен в 1952 году. Согласно веб-сайту Дулин (пещера)пещеры ДулинDoolin Cave, это самый большой сталактит в северном полушарии. В связи с мерами по защите окружающей среды количество одновременных посетителей ограничено до 20 на один тур.

### Серфинг
Дулин - известное место для серфинга. Разрыв, который создает самую большую волну в Ирландии, «Aill na Searrach», находится недалеко от скал Мохер. Волны показаны в фильме Waveriders. Крабовый остров также является местным местом для серфинга.
а главное занятие местных жителей это — рыбная ловля и организация туризма.

## В популярной культуре
Действие видеоигры Folklore для PlayStation 3 происходит в Дулине.